# Тимошкино (Судиславский район)
Тимошкино — деревня в Судиславском сельском поселении Судиславского района Костромской области России. 

## История
Согласно Спискам населенных мест Российской империи в 1872 году деревня относилась к 1 стану Костромского уезда Костромской губернии. В ней числилось 9 дворов, проживало 19 мужчин и 20 женщин.
Согласно переписи населения 1897 года в деревне Тимощкино проживало 104 человека (41 мужчины и 63 женщины).
Согласно Списку населенных мест Костромской губернии в 1907 году деревня Тимощкино относилась к Белореченской волости Костромского уезда Костромской губернии. По сведениям волостного правления за 1907 год в ней числилось 26 крестьянских дворов и 94 жителя. В деревне располагался сыроваренный завод. Основным занятием жителей были точ. и серопоз..

## Население
| 2008 | 2010 | 2014 |
| ---- | ---- | ---- |
| 0    | →0   | ↗4   |